# Vladimir Tsvetkov
Vladimir Tsvetkov (russisch Владимир Цветков, dt. Transliteration Wladimir Zwetkow; * 2. November 1980 in Moskau) ist ein russisch-deutscher Eiskunstläufer, Trainer und Choreograf.

## Biografie
Vladimir Tsvetkov begann mit dem Eislauf im Alter von drei Jahren. Der Eistänzer lief zunächst in Russland zusammen mit Julia Larina. Im November 1997 siedelte er zu seiner neuen sportlichen Partnerin Miriam Steinel nach Deutschland über. Das für den Münchener EV startende Paar wurde von Martin Skotnický in Oberstdorf trainiert. Tsvetkov beendete im Jahr 2004 seine Amateurlaufbahn, weil er nach dem Ende der Eistanzkarriere Miriam Steinels keine neue Partnerin fand. 
Im Jahr 2006 beendete Tsvetkov seine Ausbildung zum Werbekaufmann. Er arbeitet heute als Trainer und Choreograf in Berlin. Im Herbst 2006 wirkte er bei der Pro7-Show "Stars auf Eis" mit, seine Partnerin hier war Heike Drechsler.
Im Jahr 2018 Heiratete er Sarah Tsvetkov. Beide haben drei Kinder.

## Erfolge/Ergebnisse

### Juniorenweltmeisterschaften
- 2001 – 5. Rang – Sofia
- 2002 – 4. Rang – Hamar

### Europameisterschaften
- keine Teilnahme

### Deutsche Meisterschaften
- 2000 – 1. Rang (Junioren)
- 2003 – 2. Rang

### Grand-Prix-Wettbewerbe
- 2002 – 6. Rang – Bofrost Cup, Gelsenkirchen
- 2002 – 7. Rang – Trophée Lalique, Paris

### Andere Wettbewerbe (Junioren)
- 2001 – 1. Rang – SBC Cup, Nagano
- 2001 – 3. Rang – ISU Junior Grand Prix Final, Ayr
- 2002 – 3. Rang – ISU Junior Grand Prix Final, Bled